# Arlette Schneiders
Arlette Schneiders   (segle XX) és una arquitecta luxemburguesa. L'any 1989 va esdevenir la primera arquitecta de sexe femení de Luxemburg.

## Biografia
Inspirada en les obres de Lloyd Franc Wright, Schneider va estudiar arquitectura a l'Institut Sant-Luc de Brussel·les, i es va graduar amb 25 anys. Va iniciar la seva carrera amb la pràctica de Théo Worré a Luxemburg. Dos anys més tard, va decidir continuar els seus estudis a Roma on va estar-hi quatre anys estudiant restauració d'edificis vells. En el seu retorn a Luxemburg, va decidir treballar amb Claude Schmitz però es va frustrar per les dificultats que va trobar al completar els seus projectes perquè a finals dels anys 80 l'arquitectura era encara un ofici pels homes. Com a resultat, va decidir crear el seu negoci propi esdevenint la primera dona arquitecta de Luxemburg.
Després d'un nombre força petit d'encàrrecs, va guanyar un campionat d'allotjament social que la va animar a participar en una competència europea l'any 1997. El comitè de selecció va atorgar el seu primer premi amb una comissió per dur a terme la feina de renovació del Mercat del Peix de Ciutat de Luxemburg. El seu èxit afegint característiques modernes a un grup de cases velles va fer que guanyès el Premi d'Arquitectura de Luxemburg l'any 2004. Va dissenyar uns quants edificis administratius incloent-hi el Plaza en el centre de la ciutat, l'E-Building a Munsbach, i dos edificis grans a Kirchberg, l'Unico (12,000 m2) i l'Axento (18,500 m2). L'any 2011 va guanyar un concurs per dissenyar un edifici fins i tot més gran en la mateixa àrea, requerint una combinació d'espai d'oficina i facilitats de compra.

## Obres
Les seves obres més importants inclouen
- Fonds de Edifici d'indemnització, Kirchberg, Luxemburg: Premi d'Arquitectura de Luxemburg, en col·laboració amb KCAP, maig de 2010, quatre volums, 22,300 m².[2]
- Edifici Axento, Kirchberg, Ciutat de Luxemburg: edifici administratiu i comercial de dos volums, 12,200 m2, formigó, alumini pintat de bronze, el va completar el 2009.[3]
- Edifici administratiu Unico, Kirchberg, Ciutat de Luxemburg: 8,928 m2, pedra natural, alguna fusta a la façana, el va completar el 2007.[3]
- Rénovation de l'Ilot B, rue du Palais de Justice, Ciutat de Luxemburg: 5,000 m2, el va completar el 2004.[3]
- Edifici administratiu Plaza, Bulevard Grande Duchesse Charlotte, Ciutat de Luxemburg: 4,850 m2, el va completar el 2004.[3] Escola primària, Eich-Mühlenbach, Luxemburg: 26,000 m2, 14 aules més esports i habitacions subsidiàries, acabats de la façana de granit, el va completar el 2003.[3]